# Afrikaniseret bi
Den afrikaniserede bi, med tilnavnet dræberbi, er betegnelsen for en særlig krydsning mellem en afrikansk og en europæisk underart af honningbien. Den opstod i Brasilien i 1957 og spredte sig hurtigt over store dele af Sydamerika og senere også til Mellemamerika og det sydlige Nordamerika. Den afrikaniserede bi er kendt for at forsvare sin koloni i en større omkreds og med et større antal bier end andre honningbier, og er årligt skyld i menneskers død.

## Oprindelse
Den afrikaniserede bi stammer fra Brasilien, hvor en mindre gruppe importerede sydafrikanske honningbier (underarten Apis mellifera scutellata) spredte sig i naturen i 1957. I den brasilianske delstat São Paulo forsøgte forskeren Warwick E. Kerr at fremavle en honningbi, der var bedre egnet til Sydamerikas tropiske klima. Ved et uheld undslap 26 sværme med afrikanske dronninger, selvom der var opsat barrierer i bistaderne, som skulle forhindre dem i at komme ud. Bierne etablerede sig i naturen, og spredte sig i Sydamerika og videre til Mellem- og Nordamerika. I USA har den afrikaniserede bi siden 1990 etableret sig med permanente bestande i Texas, og har siden spredt sig til syv andre delstater (pr. 2012).

## Sammenligning med europæiske bier
Den afrikanske honningbi af underarten A. m. scutellata ligner til forveksling andre honningbier, der allerede findes i Amerika og som stammer fra forskellige europæiske underarter. De er dog gennemsnitligt lidt mindre. Der findes en række forskelle mellem europæisk og afrikansk honningbi, der i Amerikas tropiske områder gør den sidstnævnte mere konkurrencedygtig. Den afrikanske dronning udvikler sig fra æg til imago på kun 14 dage, mod 16 dage for den europæiske. Den først klækkede dronning dræber de andre (europæiske) dronninger i koloniens celler. Afrikanske kolonier producerer flere droner og har derfor større chance for at befrugte dronninger. Desuden er de afrikanske bier mere modstandsdygtige overfor sygdomme og parasitter, bl.a varroa-miden.
Andre egenskaber ved den afrikanske honningbi:
- Et større antal vagter forsvarer kolonien (flere hundreder).
- Efter forstyrrelse af kolonien, er de i forsvarsberedskab i timevis, mod 10-15 minutter hos europæiske bier.
- Forstyrrelse af kolonien kan resultere i 100-1000 stik, mod 10-20 stik hos europæiske bier.

Europæiske bier har en anden overlevelsesstrategi end afrikanske bier, idet de bruger mere energi på at producere honning beregnet til at overleve vinteren, hvilket gør dem godt tilpasset et tempereret klima.

## Stik
At mennesker i højere grad er udsat for at blive stukket af afrikaniserede bier skyldes, at disse bier slår sig ned tættere på menneskers beboelse og at de forsvarer et større område omkring kolonien end andre honningbier. Den afrikaniserede bi ophidses nemmere. F.eks. kan vibrationer som dem, der stammer fra græsslåmaskiner, traktorer eller andet, lede til angreb. Den person, der opfattes som en trussel, kan på samme tid blive angrebet af hundredvis af bier. På grund af alt dette sker det, at større dyr inklusiv mennesker, mister livet, hvilket har givet den tilnavnet dræberbi. De menneskelige dødsfald skyldes som regel antallet af stik, bortset fra hvis ofret er allergisk for bier, i hvilket tilfælde et enkelt stik kan være dødeligt.
Der kræves omkring 20 bistik per kg kropsvægt for at opnå en dødelig dosis gift, så ca. 1600 stik vil være dødeligt for en person, der vejer 80 kg.
Børn, ældre og handicappede er særlig udsat, fordi de vil have sværere ved at undslippe.  Afrikaniserede bier kan forfølge et offer op til cirka 700 meter.